# Matthias Schober

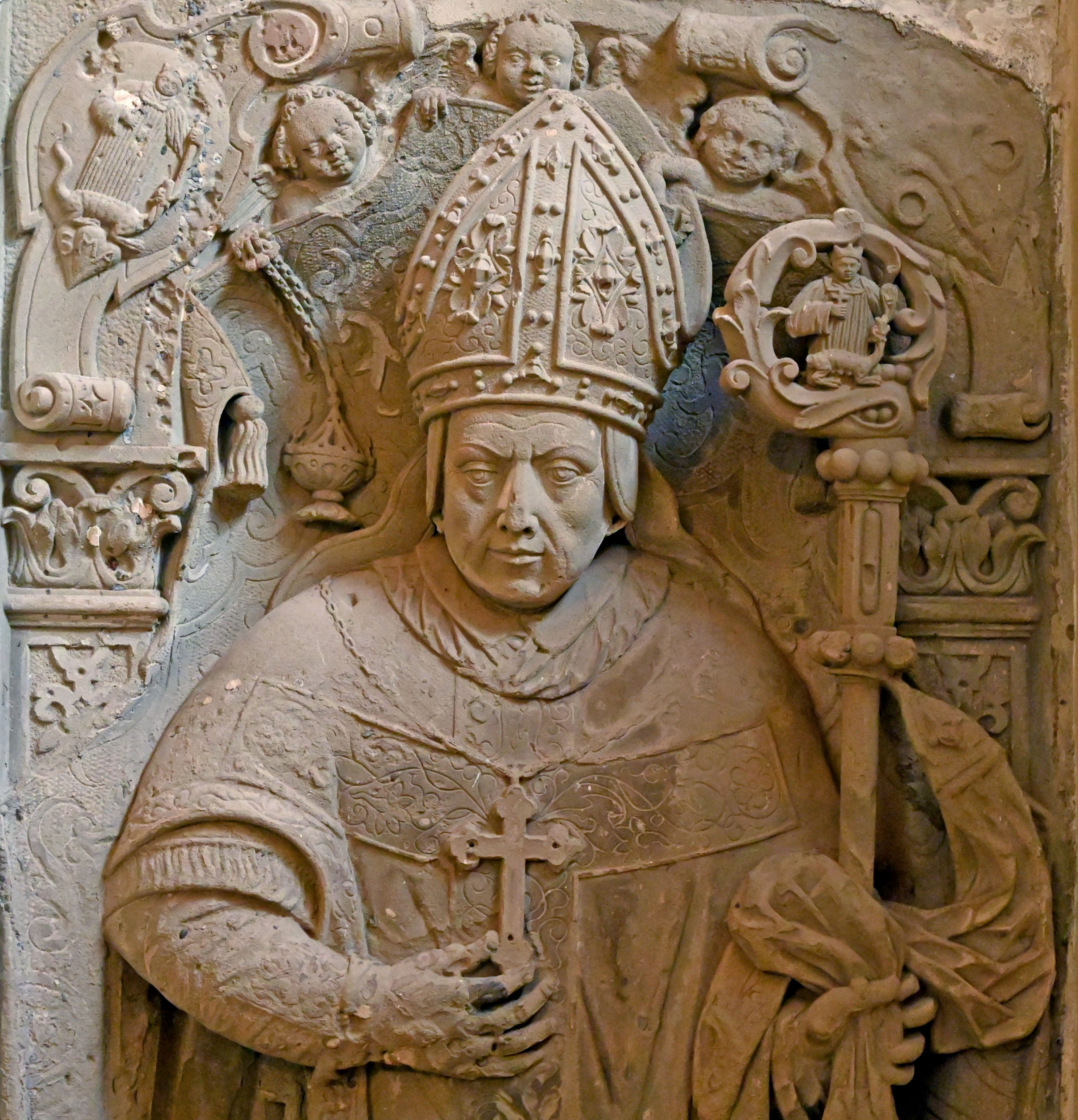
Epitaph für Matthias Schober in der Annakapelle

Matthias Schober OSB (* vor 1577; † 15. August 1604 in Füssen) war Abt des Klosters St. Mang in Füssen.

## Leben
Matthias Schober stand dem Benediktiner-Kloster St. Mang in Füssen als Abt über 27 Jahre vor. Doch seit dem 4. Januar 1577 war er bereits vom Augsburger Bischof zum Verwalter des Klosters bestimmt worden. Bischof Marquard II. war mit seiner Amtsführung als Verwalter sehr zufrieden und so setzte er ihn am 27. Mai 1579 zum Abt ein. Denn er hatte Schuldforderungen an den Bischof von 6.000 fl. zurückgezogen. Damit hat er die Gunst des Bischofs  erworben, und „er ist aus einem Verwalter ein Abt geworden“, wie Klosterchronist und Amtsnachfolger Abt Heinrich Amman bitter anmerkt. Um diese Schulden teilweise zu begleichen, hatte er die wertvollen Zehenteinnahmen der Klostergüter zu Ostendorf, Westendorf und Lengenfeld verkauft. Entgegen seiner Wappenfigur – den zusammengebundenen Korngarben: ein Symbol guter Haushaltsführung – gelang es ihm nicht, in seiner Regentschaftszeit das Kloster schuldenfrei zu hinterlassen, sondern musste noch 2.100 Gulden auf Verzinsung aufnehmen.

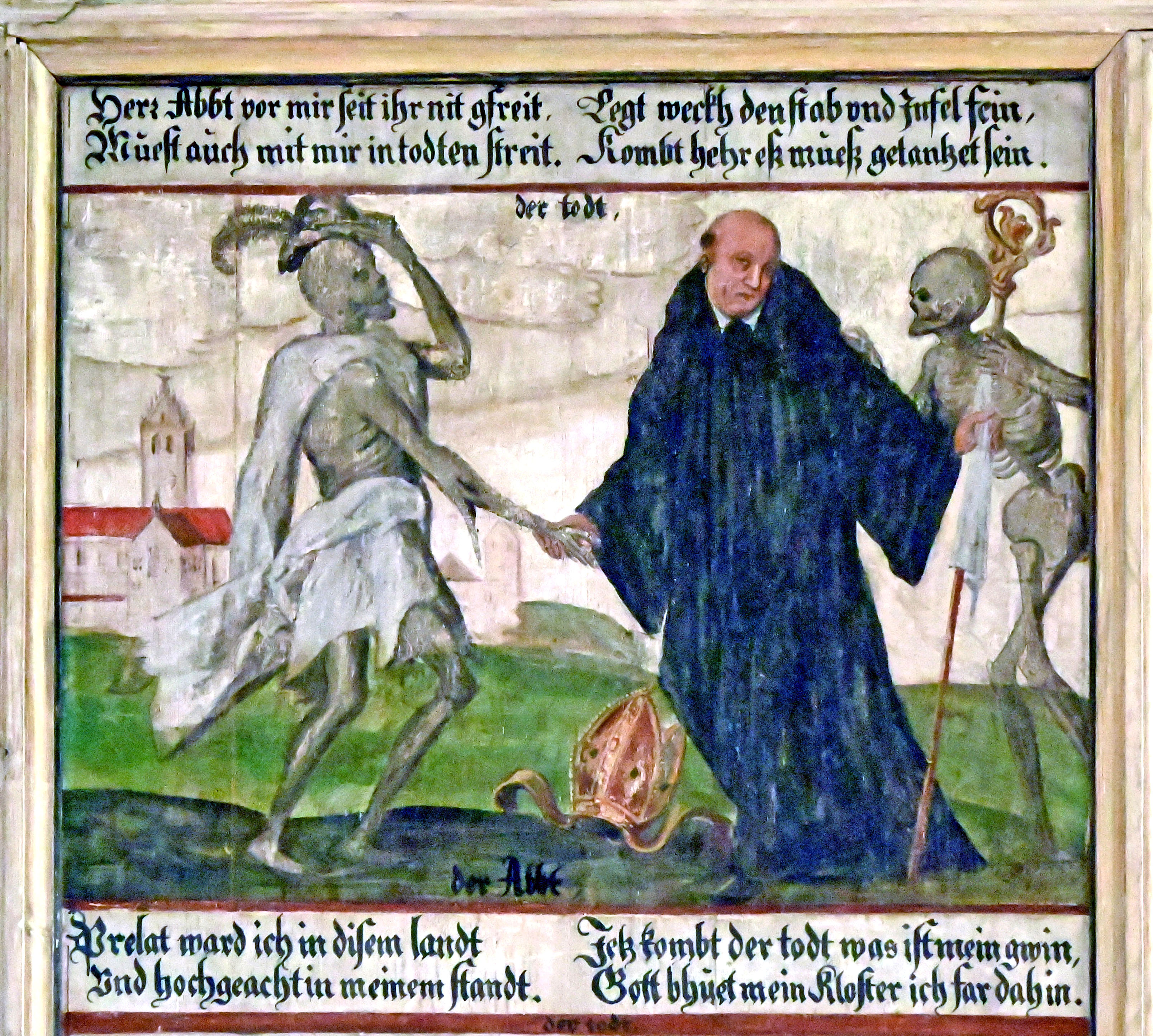
Der Abt im Füssener Totentanz trägt vermutlich die Gesichtszüge von Matthias Schober

Die Klosterchronik vermerkt auf der Positivseite seiner Regentschaft die Investitionsbereitschaft und Tatkraft des Abtes Matthias, „das heruntergekommene Gotteshaus wieder herzurichten“. So veranlasste er folgende große Baumaßnahmen:
- Abbruch des romanischen Kreuzgangs und Errichtung eines gewölbten vermutlich zweistöckig angelegten Kreuzgangs
- Erneuerung und Ausmalung des Mönchschores in der Klosterkirche
- Reparatur der Orgel
- Neubau einer Colloquiumstube
- Vergrößerung des Konvent-Kellers
- Ausbau des Schlösschens in Rückholz
- Renovierung und Neuausstattung der Annakapelle
- Auftragsvergabe für einen neuen Totentanzzyklus an Jakob Hiebeler (siehe Füssener Totentanz)

Am 15. August 1604 verschied Abt Matthias Schober. Begraben wurde er vor dem Heilig-Kreuz-Altar in der mittelalterlichen Klosterkirche St. Mang, der vor einer hohen Chorschranke und dem Treppenabgang zur Krypta stand. Die Chorschranke trennte den Mönchschor mit dem Magnusaltar von der Laienkirche auch optisch ab. Ein Jahr nach der Bestattung des Abtes Matthias gab Abt Heinrich Ammann für seinen Vorgänger ein Epitaph und einen Grabstein in Auftrag. 1607 wurden das Epitaph und der Grabstein fertiggestellt und neben den Choraltar gesetzt. Etwa 100 Jahre später versetzte man aufgrund des Kirchenumbaues durch Johann Jakob Herkomer dieses Epitaph und integrierte es in den nördlichen Pfeiler des Vorraums zur Annakapelle.